# Classe Bester
I sommergibili classe Bester (progetto 18270 secondo la classificazione russa) sono DSRV progettati per recuperare gli equipaggi dei sottomarini in difficoltà, effettuare lavori subacquei, operazioni di ricerca e recupero oggetti. Fino alla fine degli anni 2010, due sono stati costruiti, il primo chiamato AS-36 e il secondo AS-40 modernizzato.
L'esemplare operativo comparve il 14 agosto 2000, appeso alla gru galleggiante PK-7500, sulla scena del disastro del Kursk.

## Tecnica
Il Bester ha un singolo scafo in titanio, e delle dimensioni piuttosto ridotte. La presenza di manipolatori consente a questo battello di essere utilizzato anche per la ricerca ed il recupero di oggetti sul fondale. Come nave madre, può utilizzare piattaforme sia subacquee, sia sottomarine. Nelle operazioni di recupero di equipaggi, può trasportare fino a 18 uomini, con un'autonomia di ossigeno di 10 ore. Se l'equipaggio è invece quello normale, l'autonomia è di 72 ore.

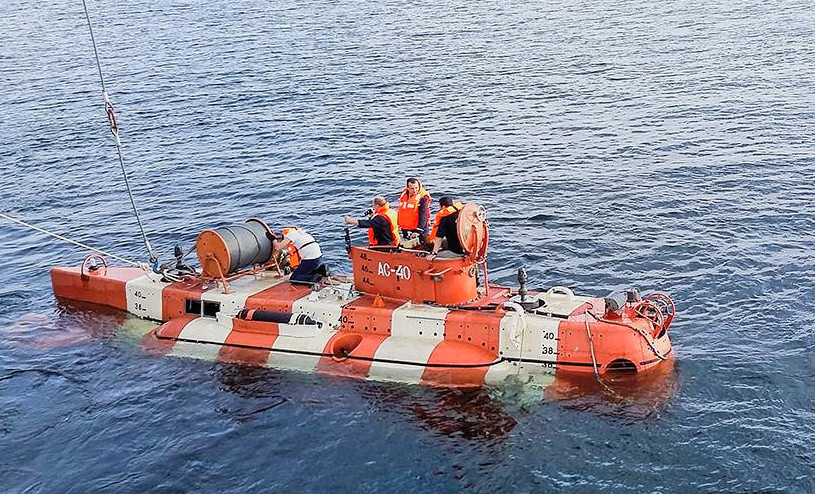
Il DSRV AS-40 nel 2015, mar Baltico

La versione modernizzata (AS-40) è stata chiamata progetto 18271.

## Il servizio
I sommergibili classe Bester sono stati progettati per il recupero degli equipaggi dei sottomarini in difficoltà. Inoltre, grazie ai manipolatori, sono in grado di effettuare lavori di «ingegneria subacquea». Sono in grado anche di individuare e recuperare oggetti, grazie alle sofisticate apparecchiature idroacustiche.
Le caratteristiche dei sommergibili classe Bester sono complessivamente inferiori ai DSRV classe Priz: infatti, il numero di membri evacuati che possono trasportare è leggermente inferiore, la profondità massima operativa raggiunge appena i 750 metri (contro i 1000 dei Priz), e le scorte d'aria sono inferiori. Inoltre, non risulta che possa operare anche senza equipaggio. Tuttavia, questo mezzo può essere trasportato anche con mezzi terrestri ed aerei. Inoltre, ha la capacità di utilizzare, come nave madre, anche sommergibili (i Priz invece operano solo dalle navi classi Pionier Moskvyy, El'brus, Kashtan, ecc.).
Le unità in servizio sono: AS-36 (Flotta del Nord) ed AS-40 (Flotta del Pacifico).